# 1992 HD5
1992 HD5 är en asteroid i huvudbältet som upptäcktes den 25 april 1992 av den belgiske astronomen Henri Debehogne vid La Silla-observatoriet.
Asteroiden har en diameter på ungefär 17 kilometer.